# نهر دي (ويلز)
نهر دي ((بالويلزية: Afon Dyfrdwy)‏، (باللاتينية: Deva Fluvius)‏) هو نهر في المملكة المتحدة. يتدفق عبر أجزاء من كل من ويلز وإنجلترا، ويشكل جزءًا من الحدود الفاصلة بين البلدين. مصدر النهر في سنودونيا بويلز، ويتدفق شرقًا عبر تشيستر، إنجلترا، ويخرج إلى البحر في مصب بين ويلز وشبه جزيرة ويرال في إنجلترا. ويبلغ طوله الإجمالي 110 كيلومتر (68 ميل) .

## التاريخ
كان نهر دي هو الحدود التقليدية لمملكة غويند في ويلز لعدة قرون، وربما منذ تأسيسها في القرن الخامس. تم تسجيله في القرن الثالث عشر باسم Flumen Dubr Duiu ؛ يظهر اسم لاشتقاق من البريثونية ديفا: «نهر للإلهة» أو «النهر المقدس».

## الإحصاء
تبلغ مساحة مستجمعات المياه الإجمالية لنهر دي وصولاً إلى تشيستر وير 1,816.8 كيلومتر مربع (701.5 ميل2). المتوسط السنوي لهطول الأمطار فوق منطقة مستجمعات المياه هو 640 مليمتر (25 بوصة)، مما أسفر عن متوسط تدفق 37 م 3 / ث. أكبر الخزانات في منطقة مستجمعات المياه هي:
- بحيرة بالا ((بالويلزية: Llyn Tegid)‏): 400 أكر (1.6 كـم2)
- لين برينج: 370 أكر (1.5 كـم2)
- لينين سيلين: 325 أكر (1.32 كـم2)

### دورة طبيعة

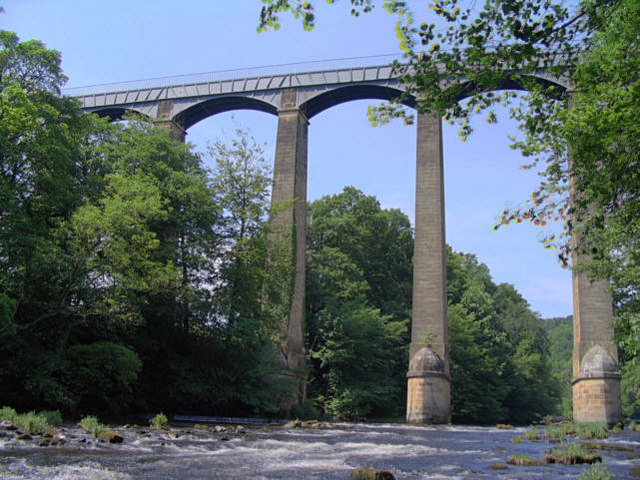
قناة بونكتيسيلت التي تحمل قناة Llangollen فوق نهر دي.

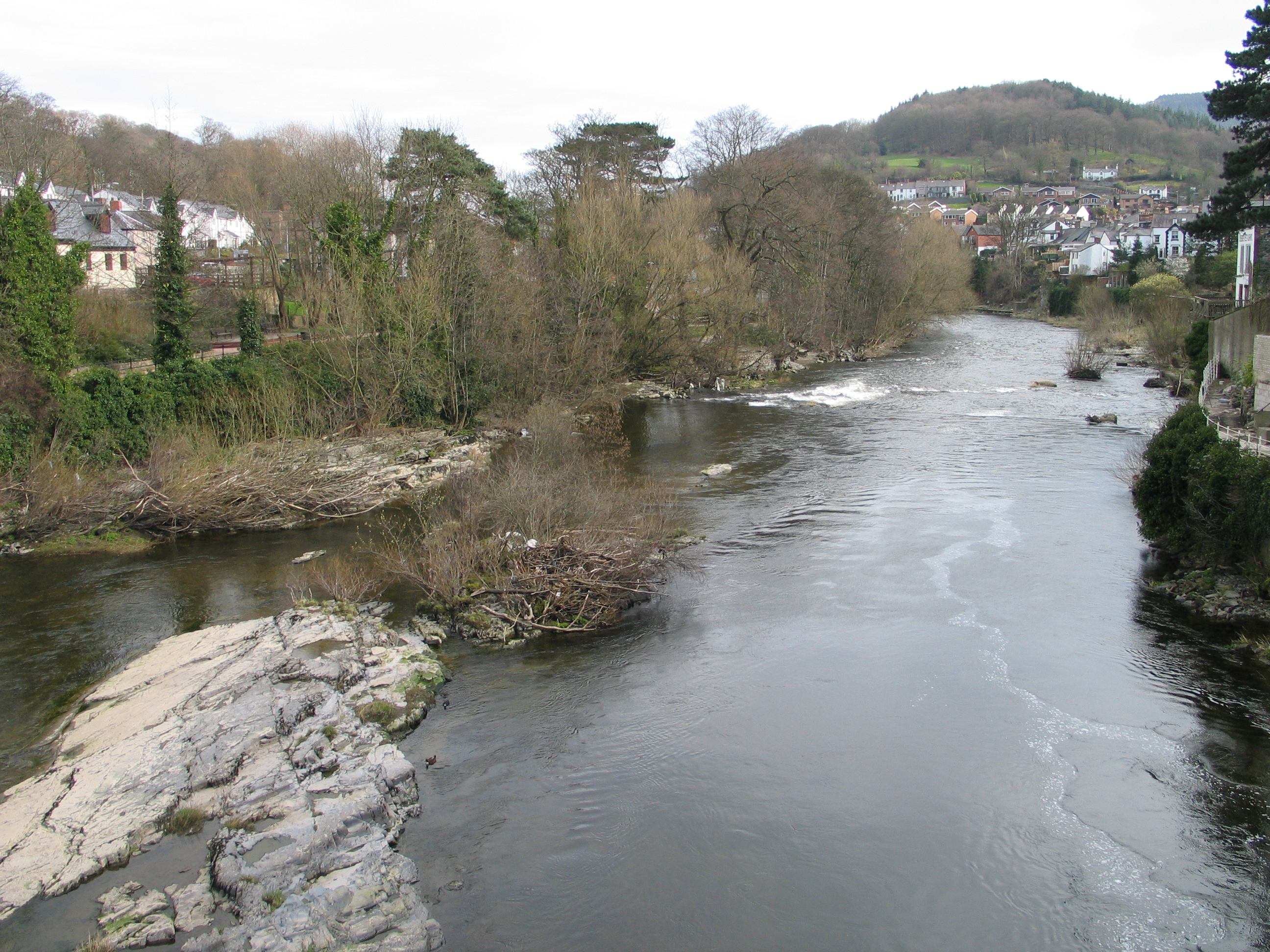
منظر لأسفل من الجسر في وسط لانغولين (مارس 2007)

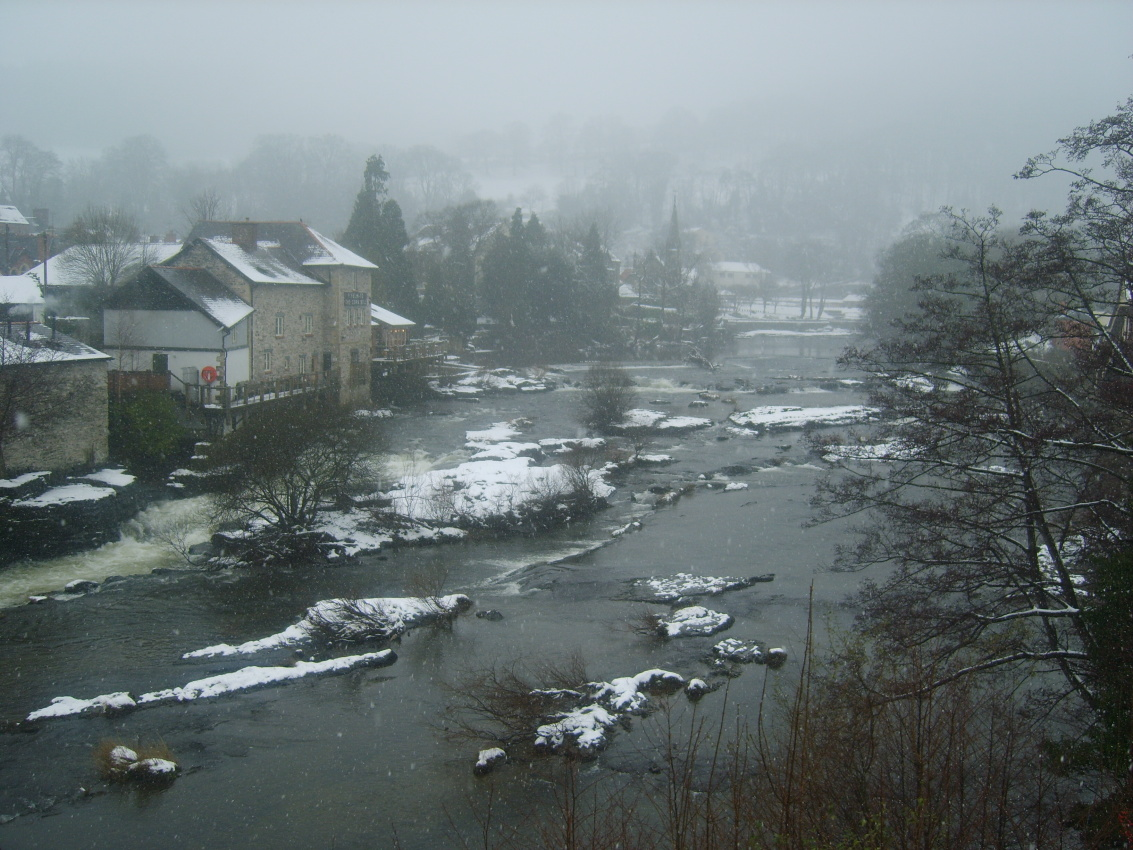
نهر دي في الثلج في لانغولين (فبراير 2007)

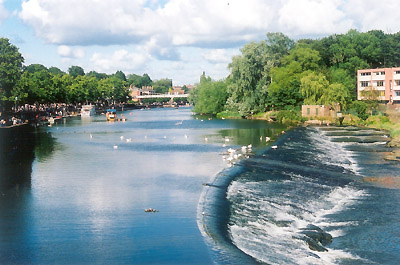
تشيستر وير، هاندبريدج، تشيستر، (2002)

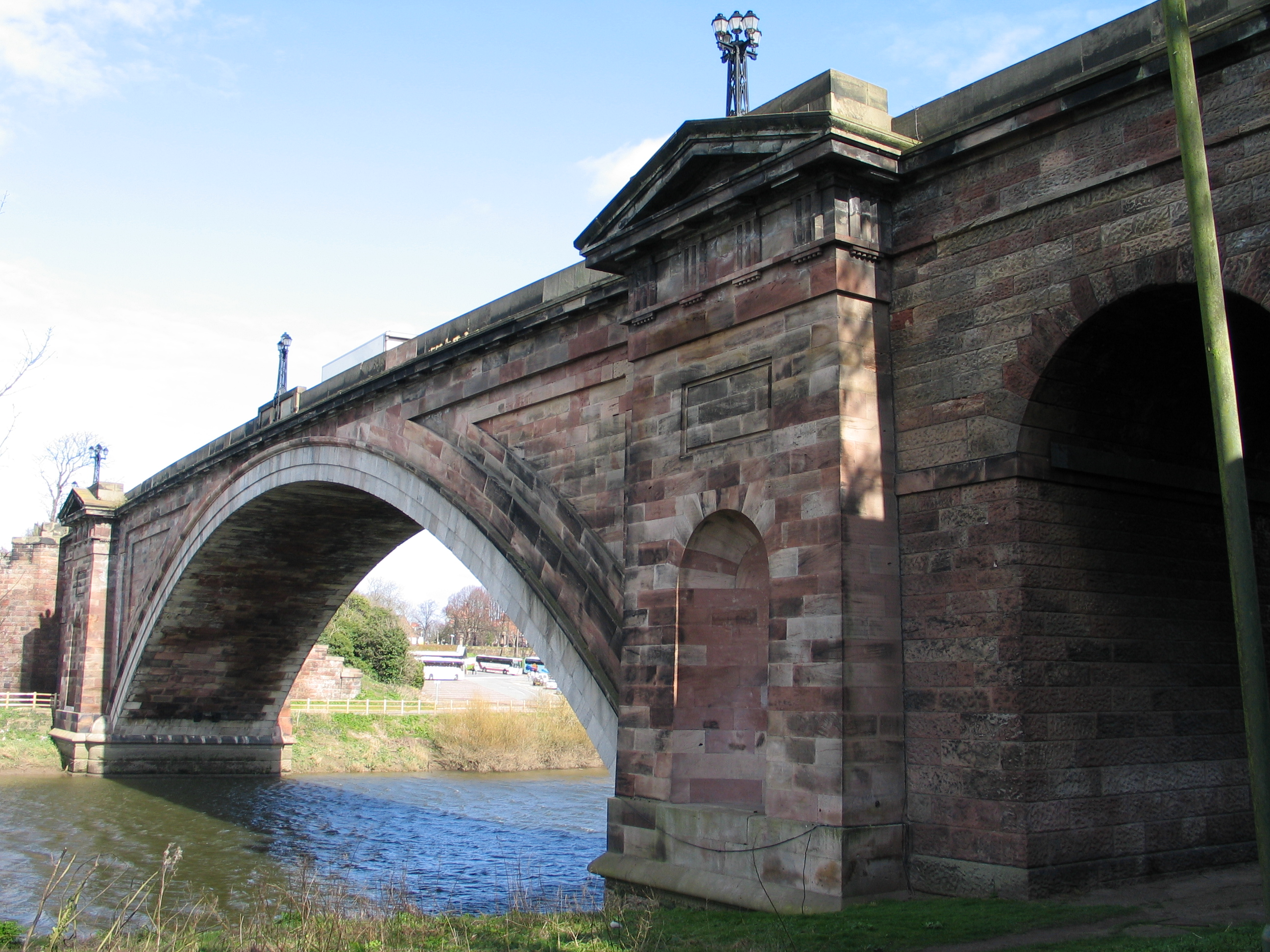
منظر لجسر جروسفينور، مأخوذ من الضفة الجنوبية للنهر

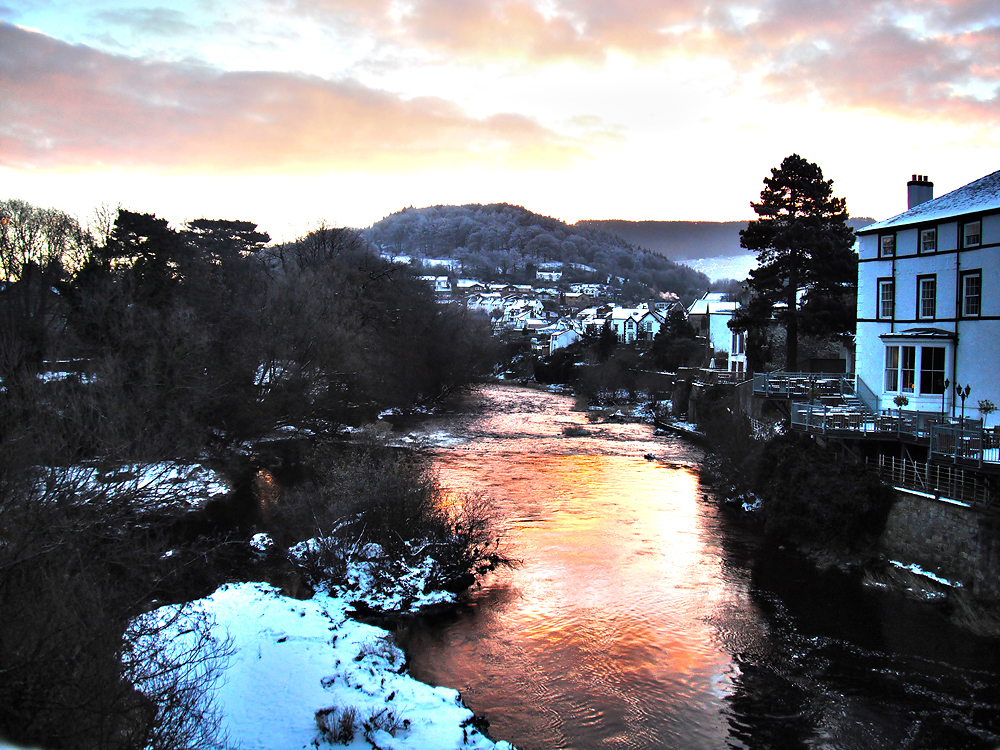
شروق الشمس في فصل الشتاء في لانغولين

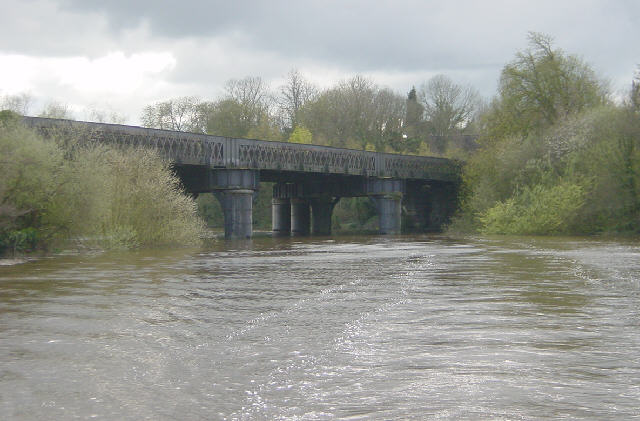
جسر سكة حديد في تشيستر، يمتد على النهر بين منتزه كرزون ورودي. الصورة التي أُخذت في ارتفاع المد.

## الاستخدامات

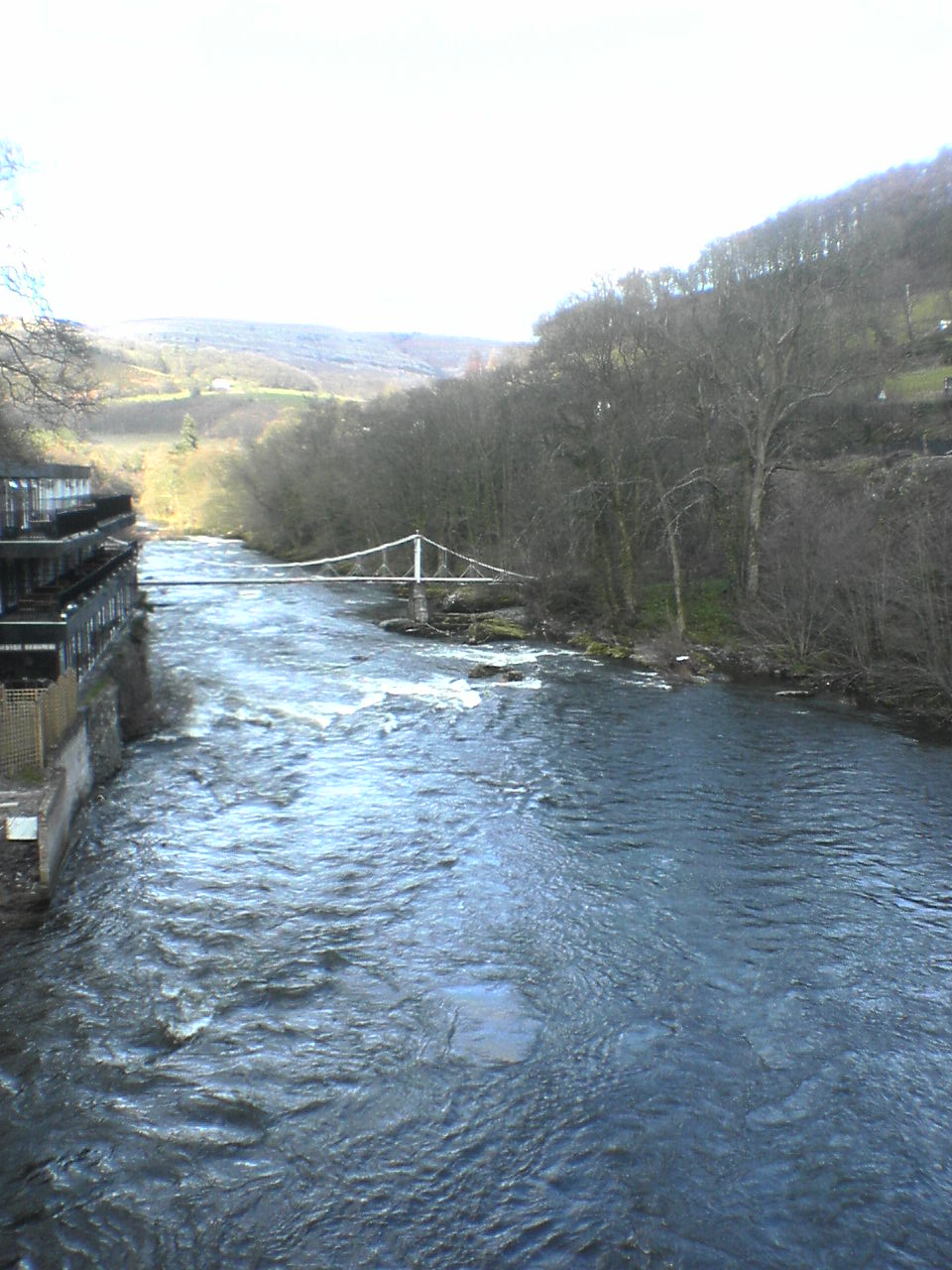
تشاينبريدج في بيروين حوالي ثلاثة أميال (5 كم) المنبع من لانغولين

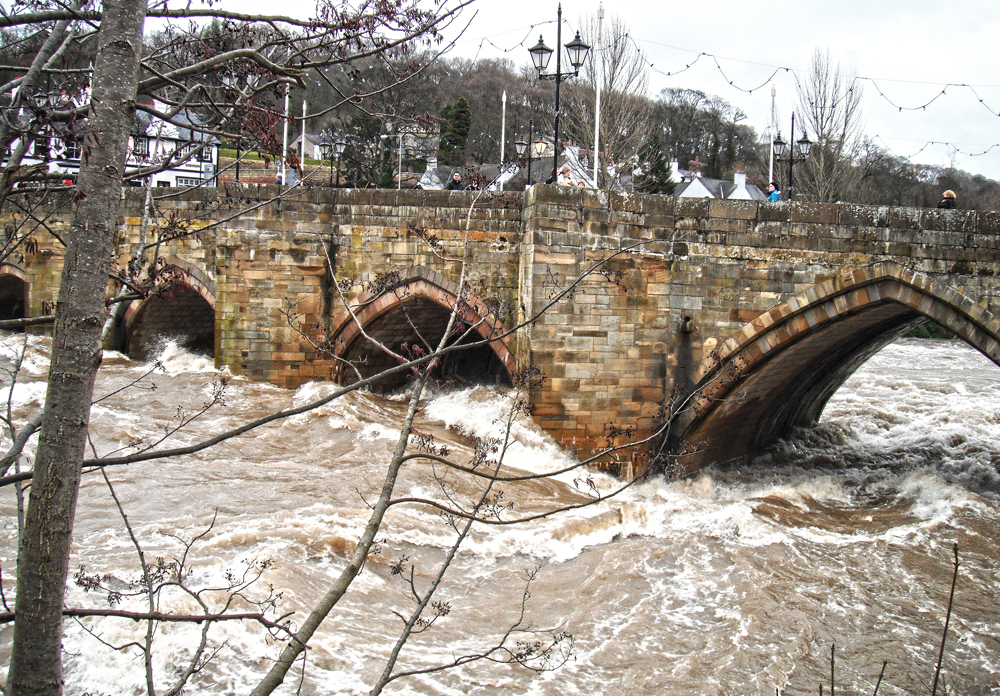
نهر دي في لانغولين، بعد الطقس العاصف